# Constantin Ciocan
Constantin Ciocan (nascido em 28 de julho de 1943) é um ex-ciclista romeno. Competiu nos Jogos Olímpicos de Verão de 1964 em Tóquio, onde fez parte da equipe romena que terminou em nono lugar na prova de 100 km contrarrelógio por equipes.